# Bregenzerwald

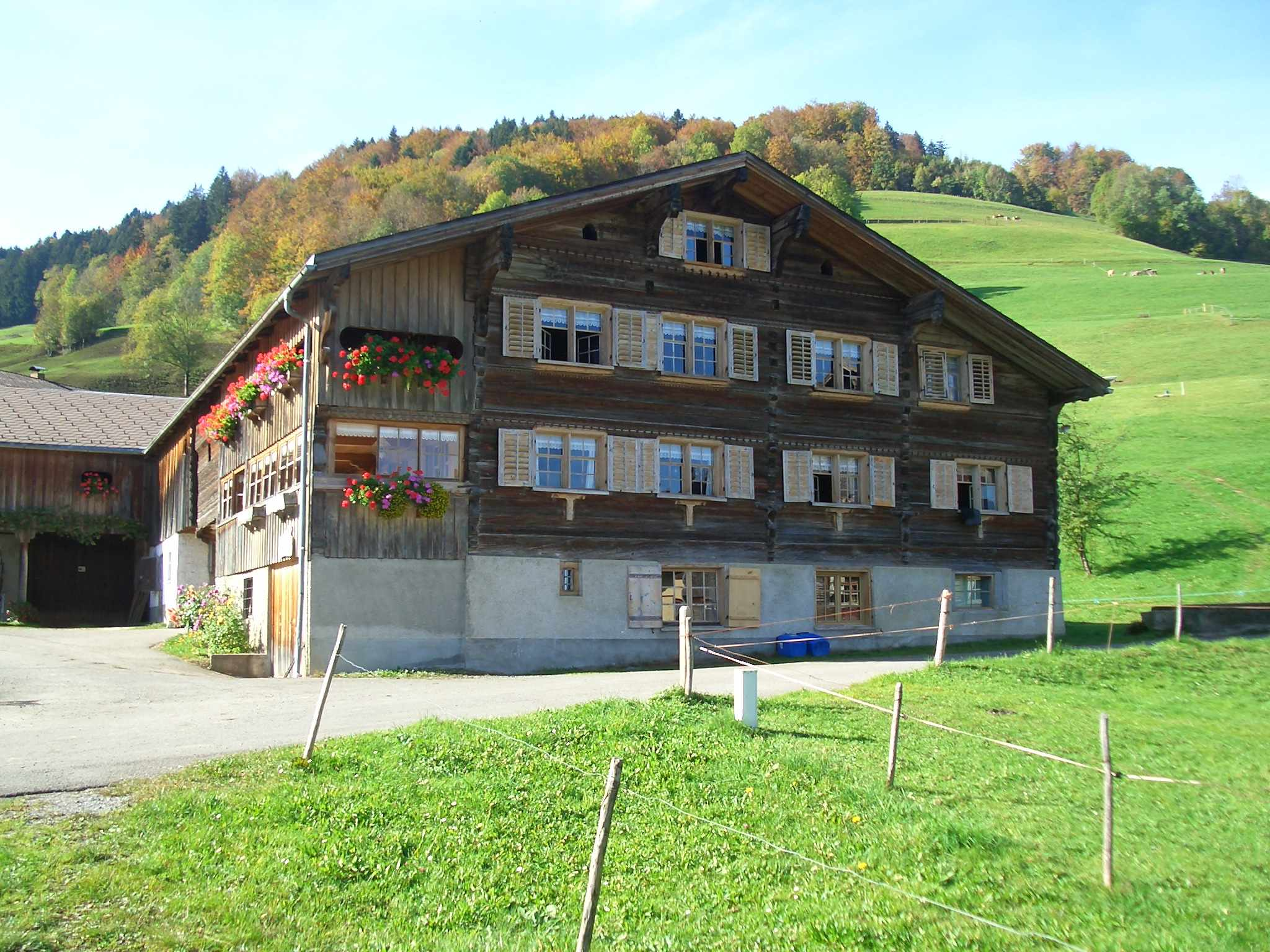
Uma casa típica da região

Bregenzerwald é uma das principais regiões do estado austríaco de Vorarlberg. Constitui-se de um conjunto de montanhas da região setentrional dos Alpes.
A maior parte da população trabalha na área de turismo e agricultura, tendo esta última sofrido uma grande diminuição de sua mão-de-obra devido às oportunidades de emprego e renda da região vizinha do vale do Reno.
Bregenzerwald é também conhecida por suas estações de esqui.